# Cory Ross
Cory Ross (22 de septiembre de 1982 en Denver, Colorado) es un jugador de fútbol americano juega en la posición de running back para Sacramento Mountain Lions en la United Football League. Firmó en 2006 como agente libre para Baltimore Ravens. De colegial jugó con Nebraska.
En la temporada 2009 fue el líder en yardas por carrera al realizar 462 yardas en 117 intentos.

## Estadísticas UFL
|           |        | Recepción | Recepción | Recepción | Recepción | Recepción | Carrera | Carrera | Carrera | Carrera | Carrera | Defensa | Defensa | Defensa | Defensa | Defensa | Defensa |
| Temporada | Equipo | N.º       | Yds       | Avg       | TD        | Lg        | Att     | Yds     | Avg     | TD      | Lg      | Tkl     | Ast     | Tot     | Sck     | Yds     | FF      |
| 2009      | CAR    | 15        | 153       | 10.2      | 1         | 29        | 117     | 462     | 3.9     | 4       | 53      | 0       | 0       | 0       | 0       | 0       | 0       |
| 2010      | SML    | 56        | 443       | 7.9       | 1         | 48        | 121     | 435     | 3.6     | 4       | 75      | 2       | 0       | 2       | 0       | 0       | 0       |
| Total     | Total  | 71        | 596       | 8.4       | 1         | 48        | 238     | 897     | 3.8     | 8       | 75      | 2       | 0       | 2       | 0       | 0       | 0       |